# Domaniewice (Łódź)
Domaniewice is een dorp in de Poolse woiwodschap Łódź. De plaats maakt deel uit van de gemeente Domaniewice en telt 906 inwoners.